# Kościół Zmartwychwstania Pańskiego w Kopytowie
Kościół Zmartwychwstania Pańskiego – rzymskokatolicki kościół w Kopytowie. Jest to świątynia parafialna, działająca w dekanacie Terespol diecezji siedleckiej.

## Historia
Pierwszy kościół rzymskokatolicki został wzniesiony w Kopytowie w 1928 dzięki staraniom ks. Tadeusza Pulikowskiego i od początku swojego istnienia był świątynią parafialną. Budynek usytuowano na miejscu cerkwi św. Jana Teologa, istniejącej od 1772, początkowo jako unicka, a następnie, po likwidacji unickiej diecezji chełmskiej, jako prawosławna, zniszczonej podczas I wojny światowej. W momencie oddawania go do użytku w Kopytowie nie było wyznawców katolicyzmu. Wzniesiony w okresie międzywojennym kościół został rozebrany w związku z budową świątyni murowanej w latach 1990-1992. Obiekt konsekrował w 1992 biskup Wacław Skomorucha.
W sąsiedztwie kościoła przetrwał pojedynczy zniszczony nagrobek będący pierwotnie częścią cmentarza przycerkiewnego.

## Architektura
Budynek utrzymany jest w stylu nowoczesnym.
We wnętrzu kościoła znajdują się fragmenty wyposażenia poprzedniej świątyni rzymskokatolickiej w Kopytowie. Z 1928 pochodzi neobarokowy ołtarz główny z obrazem Zmartwychwstania zasuwanym wizerunkiem św. Antoniego Padewskiego. Z tego samego roku pochodzi wizerunek świętych Szymona i Judy Tadeusza, starsza jest natomiast XIX-wieczna ikona, kopia Jerozolimskiej Ikony Matki Bożej, przemalowana. Z przełomu XIX i XX wieku pochodzą monstrancja oraz kielich mszalny.